# Wilsum (Németország)
Wilsum község Németországban, Alsó-Szászországban, Bentheim-Grafschaft járásban. Lakosainak száma 1635 fő (2023. december 31.).

## Földrajza
Wilsum Hardenberg, Emlichheim, Hoogstede, Gölenkamp, Uelsen, Itterbeck, Wielen és Laar községekkel határos.